# 早川智寛
早川 智寛（はやかわ ともひろ（ちかん）、天保15年7月24日（1844年9月6日） - 大正7年（1918年）1月22日）は、日本の武士、官吏、実業家、政治家。早川組創業者、仙台商工会議所初代会頭、第3代仙台市長。

## 経歴
小倉藩（現在の福岡県）に、藩士・早川慶兵衛の長男として生まれた。慶兵衛は7石2人扶持下目付役という軽輩だった。
長崎へ遊学、数学や外国語を学んだ。1873年（明治6年）に土木寮の官吏となった。
1878年（明治11年）、野蒜築港内務省土木局出張所（宮城県牡鹿郡蛇田村高屋敷）主任として赴任した。
1879年（明治12年）、宮城紡績会社（後の三居沢発電所）が利用する取水口の掘削事業を早川組が担当する。
1880年（明治13年）、宮城県土木課長に就任。1882年（明治15年）落成の仙台警察署の庁舎を設計した。1883年（明治16年）には貞山運河（宮城県）の改修を行ったが、舟入堀、新堀、木曳堀の各堀を総称して「貞山運河（貞山堀）」と初めて命名したのは早川であった。
1887年（明治20年）、官吏の職を離れて、早川組を設立、東北地方や北海道で土木事業を行うなどして財を成した。1891年（明治24年）、仙台商工会議所の初代会頭に就任、在任中には仙台－山形間の鉄道建設を政府に請願するなど努力した。1898年（明治31年）、国立銀行から株式会社に転換した七十七銀行（仙台市）の監査役に就任したが、このとき同銀行の専務取締役に就任したのは、後に第4代仙台市長となる和達孚嘉であった。
1903年（明治36年）、早川は第3代仙台市長に就任。日露戦争期を跨いで、1907年（明治40年）まで務めた。その後は宮城県農工銀行監査役、仙北輕便鉄道株式会社の監査役などを務めた。
早川は、邸宅を宮城郡七郷村南小泉字鍛冶屋敷（現・仙台市若林区一本杉町）に構えた。また、評定河原（現・仙台市青葉区花壇）に、「早川牧場」および「早川農場」を建設した。「早川牛乳」は、明治期から販売されていたという。
1910年（明治43年）2月24日藍綬褒章受章。1918年（大正7年）1月22日に病死。仙台市若林区新寺の松音寺には、早川の墓所と記念碑がある。

## 家族
妻・長子は美濃大垣藩主であった大垣戸田家の出身であり、息子は「企業再建の神様」と呼ばれた早川種三である。また、遠縁（妻の姪の長男）にソニーの創業者・盛田昭夫がいる。
養子（長女の夫）の早川萬一(1875-)は東北帝国大学農科大学畜産科卒業後、智寛の家督を継いで早川牧場を経営する傍ら東洋刃物株式会社取締役のほか、宮城県農工銀行や東北印刷の重役を務めた。萬一の兄に小野田セメント社長・福原栄太郎、宇島鉄道社長・柏木勘八郞、衆議院議員や下関商工会議所会頭などを務めた枡谷音三などがいる。この四兄弟の実父・福原彦七は福原元僴の庶子で、井上馨の妹孝子と結婚。万一の娘婿に嘉納治五郎の長男・竹添履信、ミツトヨ社長の片山準三。